# Liste der Ehrenbürger von Herrenberg
Das Ehrenbürgerrecht ist die höchste Auszeichnung der baden-württembergischen Großen Kreisstadt Herrenberg.
Hinweis: Die Auflistung erfolgt chronologisch nach Datum der Zuerkennung.

## Die Ehrenbürger der Stadt Herrenberg
1. Christian Krayl (* 22. September 1826 in Herrenberg; † 19. Januar 1904)
Färber, Gemeinderat und Stadtpfleger
Verleihung am 6. April 1897
2. Dr. Viktor von Sandberger (* 10. April 1835 in Benzenzimmern; † 12. Mai 1912 in Stuttgart)
Stadtpfarrer, Konsistorialpräsident
Verleihung am 22. April 1905
3. Otto Kapp
Verleihung 1913 in Gültstein
4. Wilhelm Haußer (* 2. April 1865 in Herrenberg; † 10. Februar 1938 in Herrenberg)
Stadtschultheiß
Verleihung 1927
5. Paul von Hindenburg (* 2. Oktober 1847 in Posen; † 2. August 1934 auf Gut Neudeck)
Reichspräsident
Verleihung am 24. März 1933
  - Adolf Hitler (* 20. April 1889 in Braunau am Inn; † 30. April 1945 in Berlin)

Reichskanzler
Verleihung am 24. März 1933; aberkannt am 15. Februar 1946
  - Wilhelm Murr (* 16. Dezember 1888 in Esslingen am Neckar; † 14. Mai 1945 in Egg)

Staatspräsident des Landes Württemberg
Verleihung am 24. März 1933; aberkannt am 15. Februar 1946
6. Walter Knoll (* 20. Oktober 1878 in Stuttgart; † 14. Juli 1971)
Möbelfabrikant
Verleihung am 20. Oktober 1956
7. Wilhelm Niethammer (* 1. Mai 1879; † 1. Dezember 1965)
Kaufmann
Verleihung am 1. Mai 1959
8. Heinz Schroth (* 26. März 1924; † 8. Oktober 2006)
Oberbürgermeister
Verleihung am 10. September 1985
Die Verleihung erfolgte in Würdigung von Schroths hingebungsvoller Arbeit, seines lauteren persönlichen Wesens und in dankbarer Anerkennung seiner großen und bleibenden Verdienste, die er sich in den Jahren 1953 bis 1985 als Stadtoberhaupt erworben hat. Die Ehrung wurde ihm anlässlich seiner Verabschiedung zuteil.